# Office of the Federal Register
L'Office of the Federal Register est une division de la National Archives and Records Administration. Parmi ses fonctions, l'Office of the Federal Register s'occupe entre autres de la publication du Registre fédéral, du Code des règlements fédéraux et du United States Statutes at Large. C'est également cet organisme qui est chargé de l'administration du Collège électoral.